# Антон II фон дер Шуленбург
Антон II фон дер Шуленбург (на немски: Anton II. Graf von der Schulenburg; * 1535; † 1593) е граф от „Бялата линия“ на благородническия род фон дер Шуленбург.

## Произход
Той е син на граф Кристоф II фон дер Шуленбург († ок. 1537) и съпругата му Клара фон Ранцау († 1593). Брат е на Бусо фон дер Шуленбург († сл. 1534).

## Фамилия
Антон II фон дер Шуленбург се жени за графиня Рикса фон дер Шуленбург († 1593) от „Черната линия“, внучка на граф Йоахим I фон дер Шуленбург († 1549), дъщеря на Ханс VII фон дер Шуленбург († сл. 1555) и Анна фон Пен. Te имат 14 деца:
- Гюнтер фон дер Шуленбург
- Кристоф Ернст фон дер Шуленбург
- Ханс Йоахим фон дер Шуленбург
- Петер Якоб фон дер Шуленбург
- Ханс Готшалк фон дер Шуленбург († сл. 1601)
- Вернер XX фон дер Шуленбург (1577 – 1654), женен за Либехен фон Велтхайм; има осем деца
- Катарина фон дер Шуленбург, омъжена за Йоахим фон Лосов
- Анна фон дер Шуленбург
- Маргарета Елизабет фон дер Шуленбург († 1605), омъжена за Даниел фон Борстел
- Мария фон дер Шуленбург
- Луция фон дер Шуленбург, омъжена за Георг фон Рибек
- Клара Мария фон дер Шуленбург († сл. 1614), омъжена за Манголд фон Есторф
- София фон дер Шуленбург, омъжена за Георг Кристоф фон дер Шуленбург (1599 – 1631), син на Каспар III фон дер Шуленбург († 1581/1583) и Елизабет фон Бредов
- Луция Армгард фон дер Шуленбург, омъжена за Албрехт фон Бюлов